# T. R. Fyvel
Raphael Joseph Feiwel (1907 – 22. Juni 1985), besser bekannt als Tosco R. Fyvel oder T. R. Fyvel (hebräisch: טוסקו פייבל), war ein Schriftsteller, Journalist und Literaturredakteur. In den Jahren 1936–1937 war er in der zionistischen Bewegung in Palästina, das damals unter britischem Mandat stand, aktiv und arbeitete mit Golda Meir zusammen.
Der T. R. Fyvel Book Award, der für ein Buch verliehen wird, das „neue Einblicke in Themen oder Ereignisse gewährt, eine oft nicht anerkannte Perspektive aufgezeigt oder neuen Stimmen eine Plattform gegeben hat“, ist einer der fünf von Index On Censorship verliehenen Preise für Meinungsfreiheit.

## Leben und Beruf
Fyvel wurde in Köln geboren. Seine Mutter, Sterna (Schneerson), stammte aus einer belarussischen jüdischen Familie, war eine Nichte des Essayisten Ahad Ha'am und hatte für Chaim Weizmann gearbeitet. Sein Vater, Berthold Feiwel, stammte aus einer mährisch-jüdischen Familie und war Geschäftsführer des Keren Hayesod.
Fyvel (damals noch Feiwel) studierte am Christ’s College in Cambridge Moralwissenschaften (d. h. Philosophie) und schloss sein Studium 1928 mit einem Abschluss dritter Klasse ab. Nach seinem Abschluss zog Fyvel nach Palästina, wo er einige Zeit als Assistent von Meir in der Histadrut tätig war. Nach seiner Rückkehr nach Großbritannien arbeitete er während des Zweiten Weltkriegs in der Spionageabwehr.
Fyvel lernte im Januar 1940 George Orwell kennen, als ihr gemeinsamer Verleger, Fredric Warburg, die beiden Männer miteinander bekannt machte. Obwohl Orwell mit dem vorgeschlagenen unabhängigen jüdischen Staat in Palästina nicht einverstanden war, wurden sie Freunde und trafen sich manchmal in Warburgs Haus in Reading. Die drei Männer planten eine Reihe von Pamphleten/Essays, die von Secker & Warburg als „Searchlight Books“ veröffentlicht werden sollten.
1945 trat Fyvel die Nachfolge Orwells als Literaturredakteur der Zeitung Tribune an, als dieser die Zeitung verließ, um als Kriegsberichterstatter für The Observer zu arbeiten. Fyvel hielt diesen Posten bis 1949 inne. In den frühen 1950er Jahren war er Mitbegründer und Mitwirkender von Encounter. Von 1973 bis 1983 war er Literaturredakteur von The Jewish Chronicle.
Fyvel war mit der gebürtigen Südafrikanerin Mary Kirschner verheiratet. Ihre Tochter, die Schriftstellerin Hannah Fyvel, war die Frau von Robert Gavron, Baron Gavron. Fyvels Urenkel ist der Schauspieler Rafi Gavron.

## Veröffentlichungen
- 1938: No Ease in Zion
- 1961: The Insecure Offenders
- 1964: Troublemakers: Rebellious Youth in an Affluent Society (Schocken)
- 1968: The Frontiers of Sociology (Routledge & Kegan Paul, London)
- 1968: Intellectuals Today (Chatto & Windus, London)
- 1983: George Orwell: A Personal Memoir